# Tosio Kato
Tosio Kato (加藤 敏夫 Katō Toshio?, 25 de agosto de 1917-2 de octubre de 1999) fue un matemático japonés que trabajó con ecuaciones en derivadas parciales, física-matemática y análisis funcional.
Kato estudió Física y terminó su pregrado en 1941 en la Universidad Imperial de Tokio. Al terminar la Segunda Guerra Mundial, recibió su doctorado en 1951 de la Universidad de Tokio, donde él llegó a ser profesor en 1958. A partir de 1962, trabajó como profesor en la Universidad de California en Berkeley en los Estados Unidos de América.
Muchos trabajos de Kato están relacionados con Física-Matemática. En 1951, mostró que los Hamiltonianos para potenciales realistas (singulares) son auto-adjuntos. Kato investigó principalmente en el área de ecuaciones de evolución no-lineales, la ecuación de Korteweg-de Vries (efecto suavizante de Kato en 1983) y soluciones de las ecuaciones de Navier-Stokes. Kato es también conocido por su libro clásico Perturbation theory of linear operators, publicado por Springer-Verlag.
En 1980, ganó el Premio Norbert Wiener en Matemática Aplicada de la American Mathematical Society (AMS) y Society for Industrial and Applied Mathematics (SIAM). En 1970, dio una conferencia plenaria (plenary lecture) en el International Congress of Mathematicians (ICM) en Niza (Scattering theory and perturbation of continuous spectra).

## Publicaciones
- Perturbation theory of linear operators. Principles of Mathematical Sciences, Springer-Verlag, 1966, 1976.
- A short introduction to the perturbation theory of linear operators. Springer-Verlag 1982.